# Rodolf
Rodolf (5. století? – asi 508?) byl král germánského kmene Herulů na počátku 6. století. 
Je zmiňován římským historikem Jordanesem v díle Getica, byzantským historikem Prokopiem z Kaisareie a Paulem Diakonem v díle Historia Langobardorum. Kolem roku 500 údajně prchl k ostrogótskému králi Theodorichovi Velikému do Itálie, který ho měl prohlásit adoptivním synem. 
Za vlády Rodolfa se Herulové dostali do konfliktu s Langobardy. Podle Paula Diakona byl bratr Rodolfa zabit Rumetrudou, dcerou langobardského krále Tata, poté co dojednal s Langobardy mír a vrátil se domů. Podle Prokopia byl Rodolf svými lidmi donucen k vyhlášení války proti Langobardům, i kdyź se později snažil o mír. Nakonec zahynul v bitvě kolem roku 508, podle Prokopia v této bitvě stáli proti sobě Rodolf a langobardský král Tato. Herulové utrpěli porážku a definitivně zmizeli z historických záznamů. Rodolf v bitvě údajně přišel o prapor a helmu coby symboly moci.
Langobardský král Wacho si za svou třetí ženu vzal Silingu, pravděpodobně dceru Rodolfa, a měl s ní syna Walthariho. Wacho tímto legimitizoval převzetí moci. Podle některých historiků byl Rodolf pohřben v hrobce pod mohylou Žuráň, pro toto tvrzení však chybí důkazy. Historik Josef Poulík dospěl k názoru, že v hrobce byl pohřben až jeho nástupce král Wacho.